# Hôtel Perrichon
Pour les articles homonymes, voir Perrichon.
L'hôtel Perrichon est un hôtel particulier situé dans la ville de Châteauroux dans l'Indre.
Les façades et les toitures, le portail d'entrée sont inscrits au titre des monuments historiques par arrêté du 17 décembre 1970.

## Histoire
Cet hôtel a été attesté en 1680 et comporte un portail monumental. 

## Description
Le corps du bâtiment central sépare la cour d'entrée du jardin, avec deux ailes en retour.